# 3. Deutscher Bundestag
Der 3. Deutsche Bundestag bestand zwischen dem 15. Oktober 1957 und dem 15. Oktober 1961. Insgesamt tagte der 3. Deutsche Bundestag in 168 Sitzungen, wobei die letzte Sitzung am 22. August 1961 stattfand. Der 3. Bundestag konstituierte sich durch die Bundestagswahl 1957, die am 15. September 1957 stattfand.
Alterspräsidentin war Marie-Elisabeth Lüders von der FDP, für den Abgeordneten Konrad Adenauer (CDU), der als Bundeskanzler die Würde des Alterspräsidenten nicht wahrnehmen wollte.
Am 22. Oktober 1957 wählte der 3. Bundestag Konrad Adenauer mit 274 (+8) Ja-Stimmen, 193 (+13) Nein-Stimmen, 9 Enthaltungen im ersten Wahlgang zum Bundeskanzler.

## Mitglieder des Bundestages
Der 3. Bundestag hatte zu Beginn und am Ende der Legislaturperiode insgesamt 497 Abgeordnete (+22 Berliner Bundestagsabgeordnete). Den höchsten Sitzanteil hatte die CDU/CSU mit 270 (+7) Sitzen (Ende: 289), worauf die SPD mit 169 (+12) Sitzen (Ende: 180) folgte. Zudem waren im 3. Bundestag noch die FDP (41+2 Sitze, am Ende 45 Sitze), die DP (17 Sitze, am Ende 0 Sitze) und die FDV mit einem Berliner Abgeordneten (ohne Stimmrecht) vertreten. Durch Austritte von Abgeordneten gab es zeitweise insgesamt 5 fraktionslose Abgeordnete.

## Präsidium des Bundestages
Eugen Gerstenmaier wurde in der ersten Sitzung mit 437 Ja-Stimmen, 54 Enthaltungen und 3 ungültigen Stimmen erneut zum Bundestagspräsidenten gewählt.

## Arbeit

### Gesetze
Insgesamt kam es zur Einbringung von 613 Gesetzesinitiativen in den Bundestag, wovon sich 401 auf Regierungsvorlagen, 5 auf Initiativen des Bundesrates und 207 auf Initiativen des Bundestages verteilen. Insgesamt wurden 424 Gesetze während der 3. Legislaturperiode vom Bundestag verabschiedet.

### Ausschüsse
Der 3. Bundestag hatte 26 ständige Ausschüsse.

## Parlamentarische Kontrolle

### Anfragen, Aktuelle Stunden und Befragungen
Insgesamt kam es während der Legislaturperiode des 3. Bundestages zu 49 großen Anfragen und 411 kleinen Anfragen. Zudem gab es 96 Fragestunden.

## Tagungsorte
Die konstituierende Sitzung des Bundestags am 15. Oktober 1957 fand in der Berliner Kongresshalle statt. In der Plenarwoche vom 1. bis 3. Oktober 1958 kam der Bundestag zu seiner 41., 42. und 43. Sitzung erneut in Berlin zusammen, wie bereits 1955 und 1956 im Großen Hörsaal des Physikalischen Instituts der Technischen Universität. Ansonsten tagte der Bundestag in dieser Wahlperiode im Bonner Bundeshaus, dessen damaliger Plenarsaal 1987 abgebrochen wurde.

## Sondersitzungen
Während der 3. Wahlperiode kam es zu einer Sondersitzung, dabei handelte es sich um die 167. Sitzung am 18. August 1961.